# Oscar (Groot-Brittannië)
Oscar is een historisch Engels bedrijf dat van 1953 tot 1955 122 cc scooters met Blackburne-viertakten en 197 cc motorfietsen met Villiers-tweetaktmotoren maakte.
Deze scooters waren zeer modern vormgegeven en weken uiterlijk dan ook sterk af van gangbare scootermodellen. Er was een fiberglas carrosserie toegepast. De Oscar-scooters werden in België geïmporteerd door de firma NOVY.
- Er was nog een merk met de naam Oscar, zie Oscar (Bologna).